# Cantón de Bannalec
El cantón de Bannalec era una división administrativa francesa, que estaba situada en el departamento de Finisterre y la región de Bretaña.

## Composición
El cantón estaba formado por tres comunas:
- Bannalec
- Le Trévoux
- Melgven

## Supresión del cantón de Bannalec
En aplicación del Decreto nº 2014-151 de 13 de febrero de 2014, el cantón de Bannalec fue suprimido el 22 de marzo de 2015 y sus 3 comunas pasaron a formar parte; dos del nuevo cantón de Moëlan-sur-Mer y uno del nuevo cantón de Concarneau.